# Jules Pasdeloup
Scènes principales
Cirque impérial
Jules Étienne Pasdeloup est un chef d'orchestre, pianiste et pédagogue français né le 15 septembre 1819 à Paris et mort à Fontainebleau le 13 août 1887.

## Biographie
Jules Étienne Pasdeloup naît le 15 septembre 1819 à Paris. Il apprend le piano au Conservatoire de Paris, où il remporte le premier prix de solfège en 1832 et de piano en 1834 et où il devient répétiteur de solfège en 1841, de piano de 1847 à 1850 et professeur d’ensemble vocal en 1855. 
Il fonde et dirige les concerts symphoniques de la Société des jeunes artistes à Paris (premier concert le 20 février 1853) qui devient la Société des jeunes artistes du Conservatoire impérial de musique (1856-1865). En 1860, Charles Gounod démissionne de son poste à la tête des Orphéons de la Ville de Paris. À sa place, François Bazin devient directeur pour la rive gauche et Pasdeloup directeur pour la rive droite.
De 1853 à 1860, il dirige les concerts de la Société à la salle Herz, trop exiguë et dont Pasdeloup couvre chaque année le déficit. En 1861, il loue la salle du Cirque impérial qui peut accueillir près de cinq mille auditeurs. Il y dirige pendant dix ans les Concerts populaires de musique classique avec un succès à la fois public et financier. À côté des œuvres de Ludwig van Beethoven, Joseph Haydn, Wolfgang Amadeus Mozart, Carl Maria von Weber et Felix Mendelssohn, il dirige, souvent en première audition, les œuvres symphoniques de Camille Saint-Saëns, Charles Gounod, Robert Schumann ou Richard Wagner.
Il crée également la Société des Oratorios (1868) qui donne au Panthéon la première audition à Paris de la première partie de la Passion selon saint Matthieu, et devient chef d'orchestre au Théâtre-Lyrique (1868-1870) où il dirige Rienzi.
Après une interruption due à la guerre puis la Commune, Pasdeloup reprend ses concerts en octobre 1871. Ses Concerts populaires sont abandonnés en 1884 à cause de la concurrence exercée par les Concerts Colonne et Lamoureux. Pasdeloup tente encore une saison à Monaco où il dirige les débuts de la chanteuse Cécile Simonnet en 1885, puis, en 1887, quelques concerts et un festival César Franck au Cirque impérial.
L'Orchestre Pasdeloup est le plus ancien des orchestres associatifs parisiens encore en activité.
Adolphe Jullien décrit Pasdeloup comme un homme peu aimable mais qui rachète ses défauts par « un amour passionné pour l'art, qu'il communiquait à son orchestre, à ses auditeurs, et qui le transformait en une sorte de moine prédicant, d'apôtre illuminé de la musique classique. ».
Il meurt le 13 août 1887 à Fontainebleau. Ses obsèques ont lieu le 17 août 1887 à partir de 11 h 30 : la grille d'entrée de sa maison est convertie en chapelle ardente et de nombreuses fleurs ornent le cercueil. Vers 12 h, il est emmené par un cortège à l'église Saint-Louis de Fontainebleau où une célébration a lieu, durant laquelle la Société philharmonique de Fontainebleau lui rend un dernier hommage. Des honneurs militaires lui sont aussi rendus. Il est depuis lors inhumé au cimetière de Fontainebleau, bien que d'autres musiciens et son entourage aient émis le souhait que cette sépulture soit provisoire et qu'il soit transféré à Paris.